# Justin Raisen
Justin Raisen (* 29. března 1982 Miami) je americký hudební producent, zvukař a hudebník. V roce 2013 produkoval spolu s Arielem Rechtshaidem album Night Time, My Time zpěvačky Sky Ferreiry.
Během své kariéry spolupracoval s mnoha dalšími hudebníky, mezi něž patří například Charli XCX, Ariel Pink, Angel Olsen a Kylie Minogue. Roku 2016 produkoval píseň „Murdered Out“ hudebnice Kim Gordon. Ta později vyšla na jejím debutovém sólovém albu No Home Record (2019), které Raisen produkoval celé, stejně jako následující desku The Collective (2024).
Mixoval několik písní velšského hudebníka Johna Calea, „Lazy Day“ (2020) a části alb Mercy (2023) a POPtical Illusion (2024). Jeho bratrem je Jeremiah Raisen. V roce 2019 zažalovali zpěvačku Lizzo kvůli neuvedení jejich jmen coby spoluautorů hitové písně „Truth Hurts“.

## Diskografie
- Tall Hands (Tall Hands, 2006)
- Night Time, My Time (Sky Ferreira, 2013)
- True Romance (Charli XCX, 2013)
- Daggers (Ex Cops, 2014)
- Pom Pom (Ariel Pink, 2014)
- Sucker (Charli XCX, 2014)
- Kiss Me Once (Kylie Minogue, 2014)
- Death Magic (Health, 2015)
- My Woman (Angel Olsen, 2016)
- 99¢ (Santigold, 2016)
- The Book of Law (Lawrence Rothman, 2017)
- Premonitions (Miya Folick, 2018)
- Safe in the Hands of Love (Yves Tumor, 2018)
- For My Crimes (Marissa Nadler, 2018)
- King of the Dudes (Sunflower Bean, 2019)
- No Home Record (Kim Gordon, 2019)
- Kills Birds (Kills Birds, 2019)
- Wake Up! (Hazel English, 2020)
- Heaven to a Tortured Mind (Yves Tumor, 2020)
- Nectar (Joji, 2020)
- Axlaustade (Axlaustade, 2021)
- Crash (Charli XCX, 2022)
- Lucifer on the Sofa (Spoon, 2022)
- Legend (John Legend, 2022)
- Cool It Down (Yeah Yeah Yeahs, 2022)
- Janky Star (Grace Ives, 2022)
- Random Girl (James K, 2022)
- Entergalactic (Kid Cudi, 2022)
- Mercy (John Cale, 2023)
- Let's Start Here (Lil Yachty, 2023)
- The Collective (Kim Gordon, 2024)
- POPtical Illusion (John Cale, 2024)